# Гардеман Григорій Іванович
Григорій Іванович Гардеман (рос. Григорий Иванович Гардеман) (1907–1942) — учасник німецько-радянської війни, Герой Радянського Союзу, політрук 7-ї стрілецької роти 71-го стрілецького полку (30-та стрілецька дивізія, 56-а армія, Південний фронт).

## Біографія
Народився в 1907 році у єврейській землеробній колонії (нині Софіївка Білозерського району Херсонської області) в сім'ї ремісника. Єврей.
Батько його загинув в 1919 році в боях з білогвардійцями під час громадянської війни. До війни Гардеман жив в рідному селі. Закінчивши школу, багато років працював в радгоспі «Бериславський» механізатором, бригадиром тракторної бригади, головою місцевкому. Член ВКП (б) з 1940 року. В 1941 році закінчив дворічну радпартшколу.
28 липня 1941 року Бериславським РВК був призваний в Червону Армію. Служив в якості політрука роти і пройшов зі своїм полком важкий шлях відступу з України до Ростовської області. Брав участь в оборонних, а пізніше — в наступальних боях 30-ї Іркутської стрілецької дивізії на Ростовському напрямку. Придбав бойовий досвід, був для бійців прикладом дисципліни і відваги.

## Подвиг

Фотографія у військовій формі

У грудні 1941 року несподіваним ударом рота, де Гардеман служив політруком, знищила взвод німецьких солдатів, захопила три кулемета, автомашину з гарматою. В кінці січня 1942 року дивізія перейшла в наступ.
28 січня при наступі біля річки Міус рота отримала наказ опанувати опорним пунктом противника в районі села Ряжене Матвієво-Курганський район Ростовської області). Нашим бійцям вдалося з ходу зайняти передові траншеї противника. Але, оговтавшись, німці стали чинити шалений опір. Бій йшов за кожен будинок в селі, за кожну вулицю. Рота знищила 3 ворожих дзота і завдала противнику великі втрати. Під час атаки командир роти лейтенант В. В. Єсауленко був убитий. Командування ротою прийняв на себе Г. І. Гардеман. Уміло використовуючи вогонь артилерії і кулеметів, він зі своїми бійцями виконав бойове завдання.
8 березня рота дістала завдання — вибити супротивника з опорного пункту «Каменоломні» (район села Ряжене). Гардеман провів розвідку і з'ясував, де знаходяться німецькі вогневі точки. Потім викликав по ним вогонь підтримуючої артилерійської батареї і підняв свою сильно поріділу роту в атаку. Їй вдалося захопити лише першу траншею ворога. Не встигли бійці закріпитися, як німці зробили контратаку при підтримці танків. Гардеман зосередив по піхоті вогонь своїх ручних кулеметів і викликав вогонь артилерії по танках. Назустріч танкам поповзли бійці з гранатами і пляшками горючої суміші. Три танка були підбиті, але інші, ведучи вогонь, рухалися вперед. Коли один з танків наблизився до траншеї, де знаходився Гардеман, він піднявся на повний зріст і кинув під його гусениці протитанкову гранату. Танк був підбитий, але автоматна черга скосила Гардемана. Контратака ворога була відбита. Наші бійці кинулися вперед і оволоділи другою траншеєю.
Командир полку майор Ковальов і комісар Пишний в нагородному листі написали:

"Це був прекрасний сучасний командир. У боях виявляв виняткову сміливість, винахідливість і безстрашність. Розгрому німецько-фашистських загарбників Гардеман віддавав всі свої сили і здібності. Там, де билися політрук Гардеман і його командир роти Єсауленко, приходив успіх, досягалася перемога ".

Похований Г. І. Гардеман в селі Політотдельськое Ряженского сільського поселення Матвєєво-Курганського району Ростовської області.

## Пам'ять
- Центральна вулиця села Політодельское носить ім'я Героя[4].